# 不配 (容祖兒歌曲)
〈不配〉（英語："After All These"）是香港女歌手容祖兒的粵語單曲，於2021年9月29日數位發行。該歌曲是繼2016年廣東專輯《J-POP》後發行的第七支正式派台的粵語作品，收錄於同年發行的粵語專輯《薛丁格的貓》，由黃兆銘作曲，林若寧作詞。

## 背景與發行
繼2020年年底發行的粵語單曲〈東京人壽〉相繼登頂香港五大流行榜並累計奪得十星期冠軍之後，容祖兒先後發行粵語單曲〈煙花紀〉與國語單曲〈So Fresh〉，並於直播中宣布將於2021年底發行暌違五年的粵語專輯。2021年9月27日，容祖兒於社交媒體公開一組以雪山為背景的新歌預告海報，宣布新單曲將於兩日後在數位音樂平台發行。

## 曲目
| 曲序     | 曲目                    |          | 作曲     | 编曲     | 製作人   | 时长 |
| -------- | ----------------------- | -------- | -------- | -------- | -------- | ---- |
| 1.       | 不配（After All These） | 林若寧   | 黃兆銘   | 黃兆銘   | 舒文     | 4:33 |
| 总时长： | 总时长：                | 总时长： | 总时长： | 总时长： | 总时长： | 4:33 |

## 榜單表現

### 音樂流行榜
| 電台與電視台    | 音樂節目名稱   | 入榜歌曲 |
| 電台與電視台    | 音樂節目名稱   | 〈不配〉 |
| --------------- | -------------- | -------- |
| 叱咤903         | 903專業推介    | 11       |
| 香港電台第二台  | 中文歌曲龍虎榜 | 1        |
| 新城知訊台      | 新城勁爆流行榜 | 1        |
| 翡翠台          | 勁歌金曲       | 4        |
| - 「*」：上榜中 |                |          |